# Dante Stiggers
Dante Christopher Stiggers (Houston, 2 marzo 1982) è un ex cestista statunitense naturalizzato bielorusso.

## Palmarès
- Campionati bielorussi: 2

Minsk 2006: 2008-09, 2009-10
- Coppa di Bielorussia: 2

Minsk 2006: 2009, 2010